# Egan Bernal
Egan Arley Bernal Gómez (n. 13 ianuarie 1997, Zipaquirá⁠(d), Cundinamarca⁠(d), Columbia) este un ciclist columbian, care a câștigat Turul Franței în 2019, devenind astfel primul sportiv din America Latină care cucerește acest titlu de campion. El este legitimat la echipa britanică Team Ineos. 
Anterior ciclismului profesionist, Bernal s-a concentrat pe mountain biking in Brazilia, Costa Rica și Statele Unite.